# بونسخوتن
بونسخوتن Bunschoten  هي مدينة وبلدية بمقاطعة أوترخت بهولندا.

## طوبوغرافيا
خريطة طوبوغرافية هولندية لبلدية بونسخوتن، يونيو 2015، (تقرأ بعد ثلاث نقرات على الخريطة).

## معرض صور

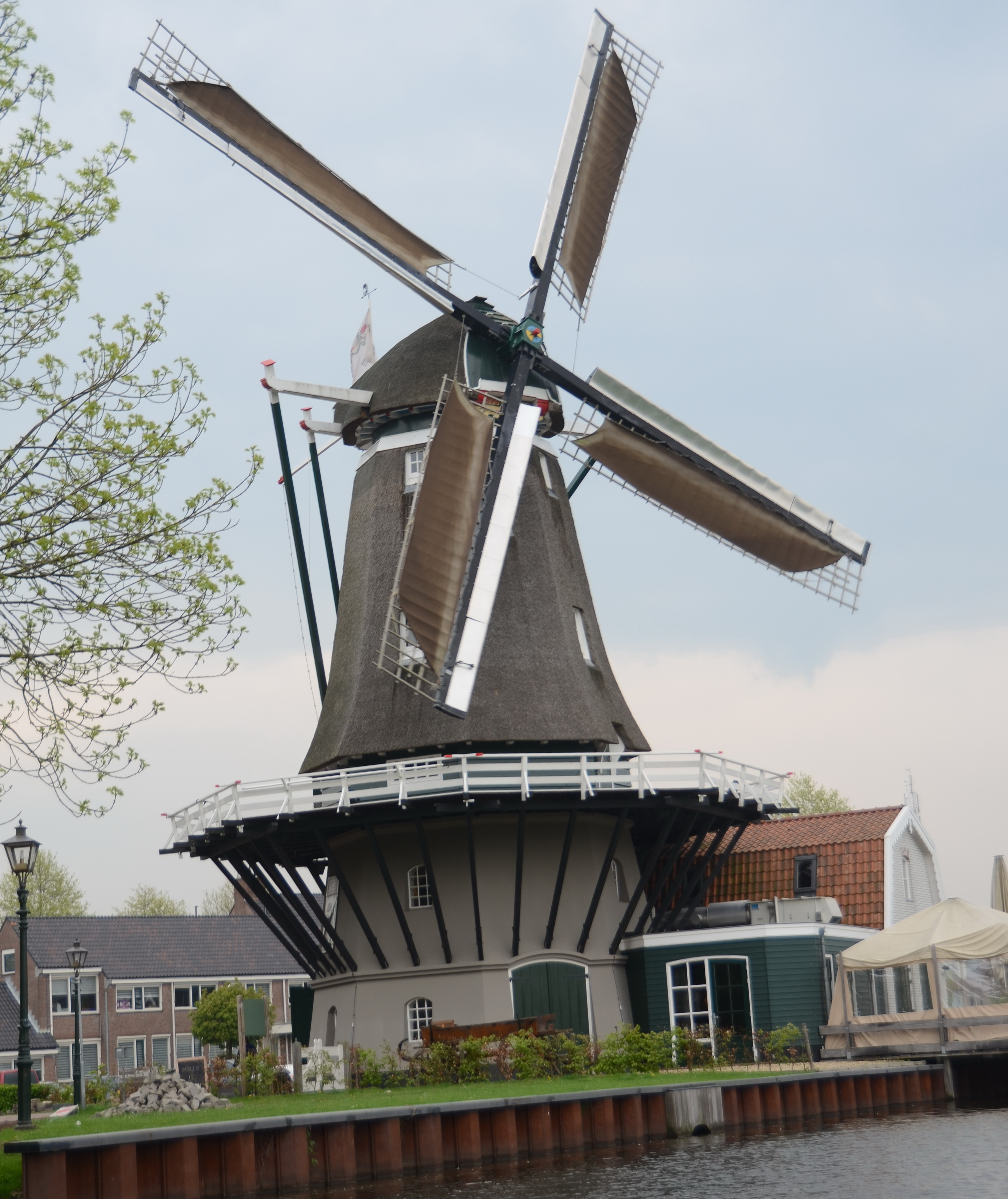
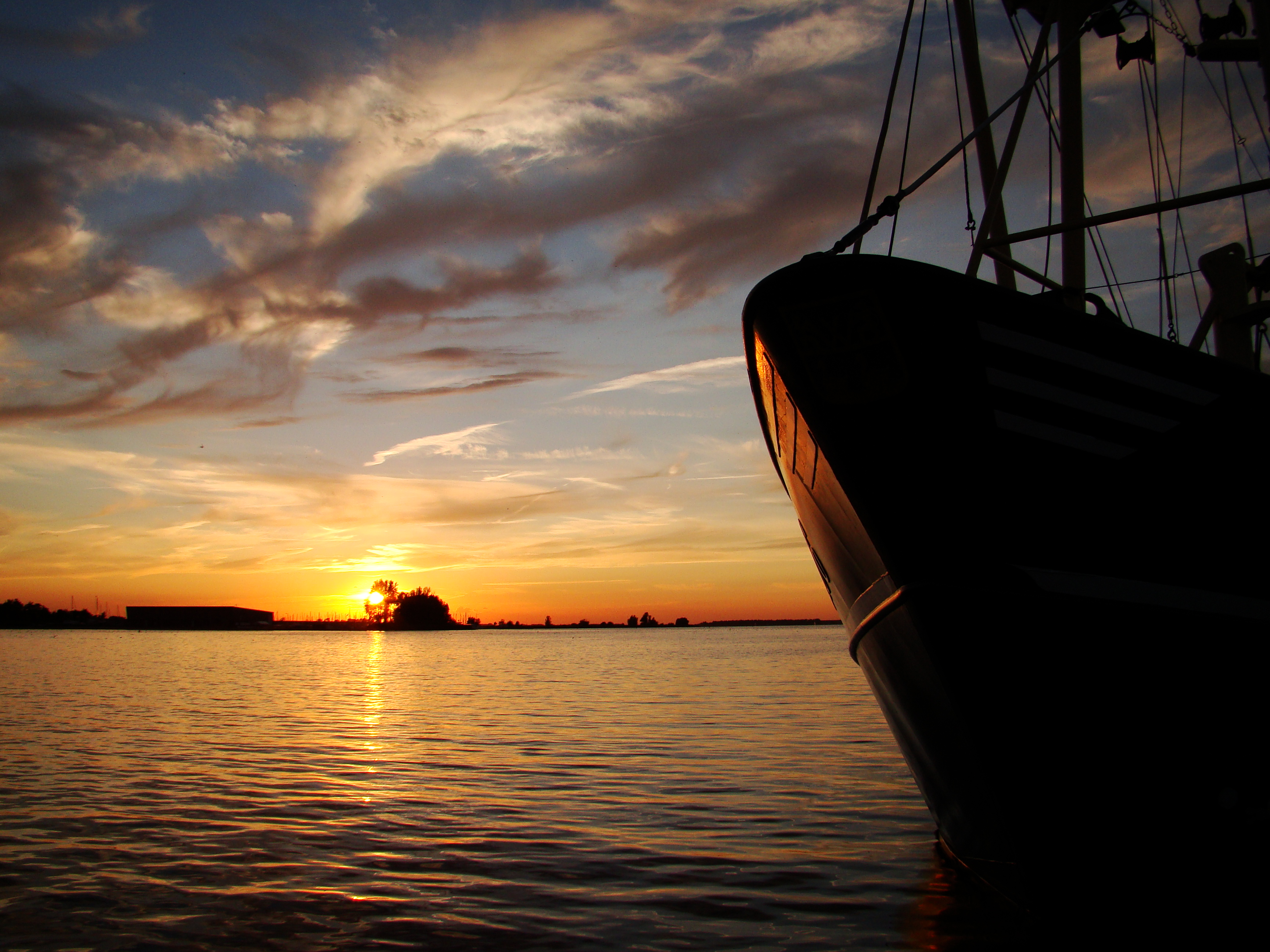
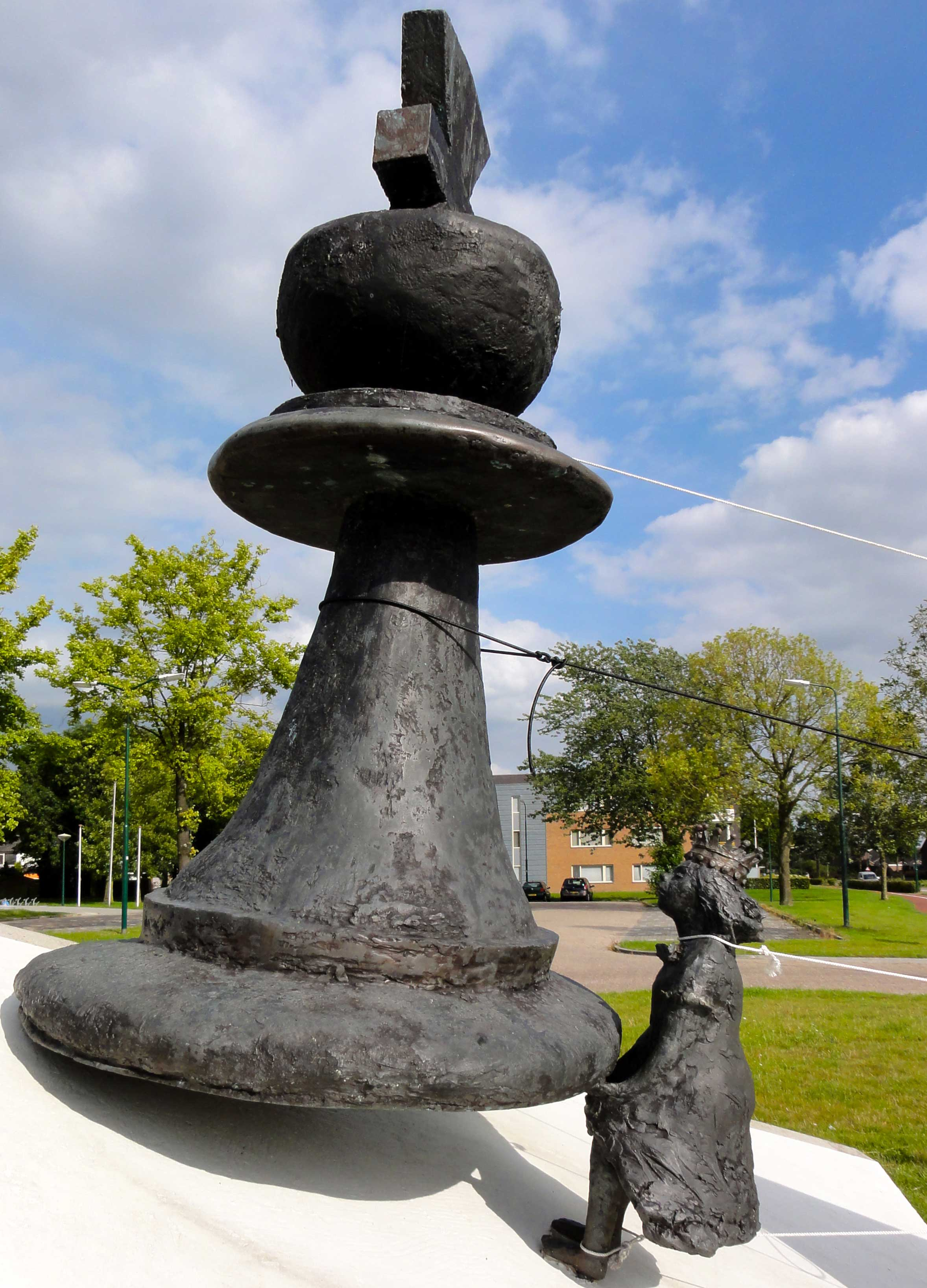
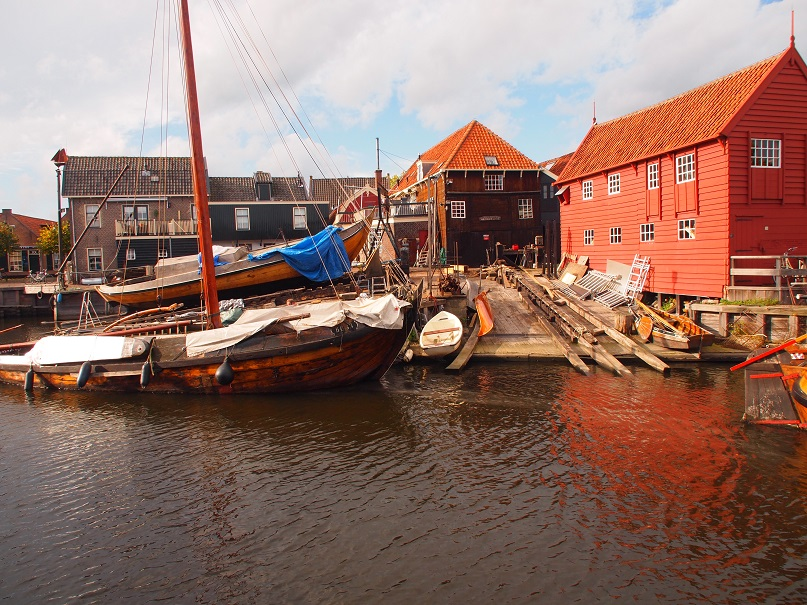
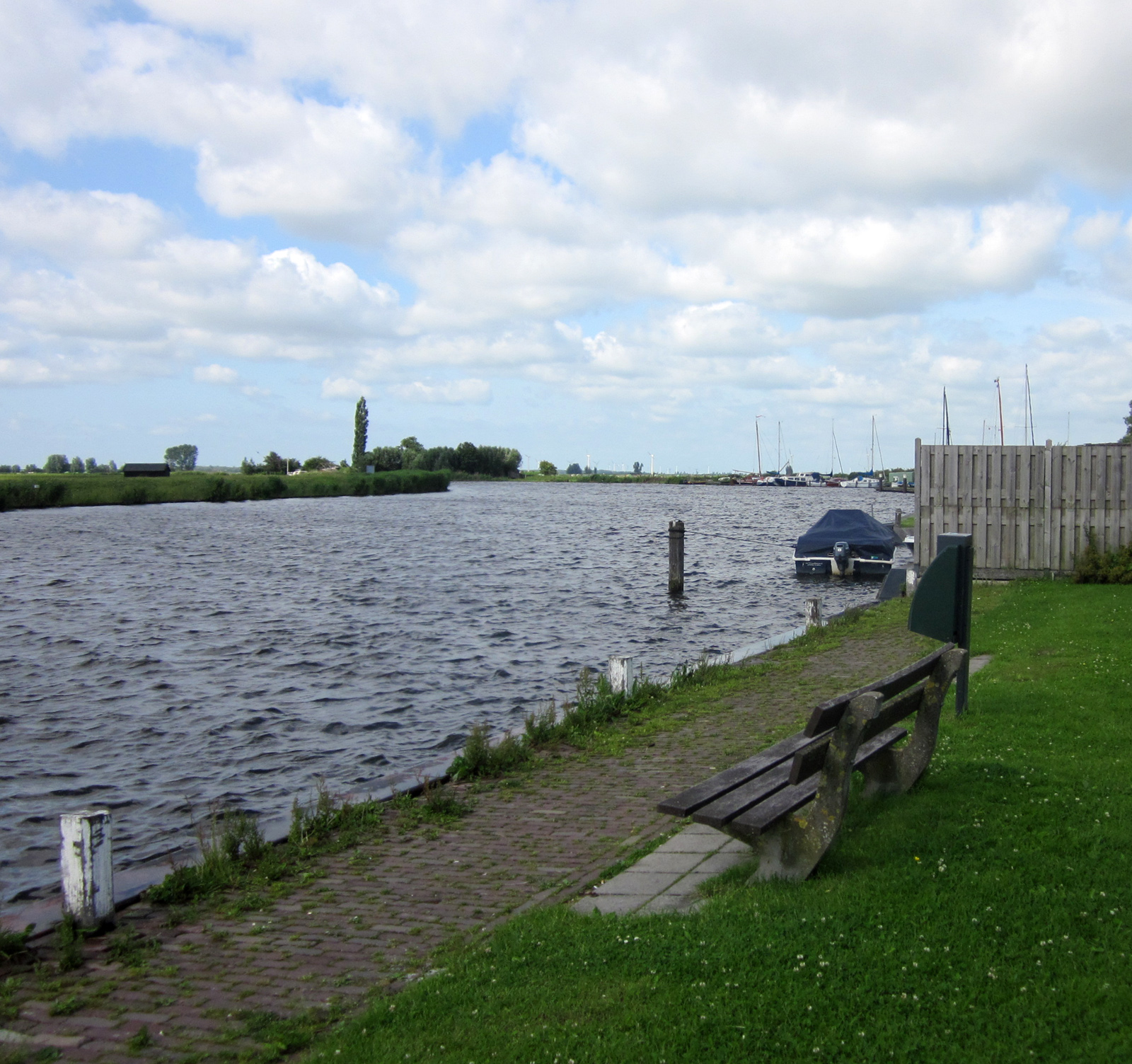

## أعلام
- أنجيلا ماليستين

## وصلات خارجية
- الموقع الرسمي